# Castello di Montegiove
Il castello di Montegiove è un edificio fortificato risalente al XIII secolo, costruito intorno al 1280. Si trova a 627 m s.l.m., al confine tra le città di Orvieto e Perugia, facente parte del comune di Montegabbione, nella provincia di Terni, Umbria, Italia.

## Storia e descrizione
Il castello fu costruito dalla famiglia Bulgarelli, Conti di Marsciano, durante il XIII secolo sulle rovine di un antico tempio dedicato a Iuppiter Elicius (Giove), da cui deriva il nome Montegiove. L'anno esatto in cui il castello fu fondato è incerto, anche se certamente esisteva già nel 1282, come evidenziano alcuni documenti che mostrano che in quell'anno fu emessa una richiesta per la costruzione di un oratorio all'interno della tenuta del Castello di Monte Giove, che fu poi concessa e oggi quel sito è conosciuto con il nome "La Scarzuola".

La proprietà del castello cambiò nel corso dei secoli tra battaglie e faide, dal 1780 è di proprietà della famiglia dei Marchesi Misciattelli. Il castello diede i natali alla beata Angelina di Marsciano, dei Monaldeschi della Vipera (Montegiove 1357- Foligno 1435), religiosa italiana che fondò il Terzo Ordine Regolare di San Francesco e fu anche una delle dimore del celebre condottiero Gattamelata.

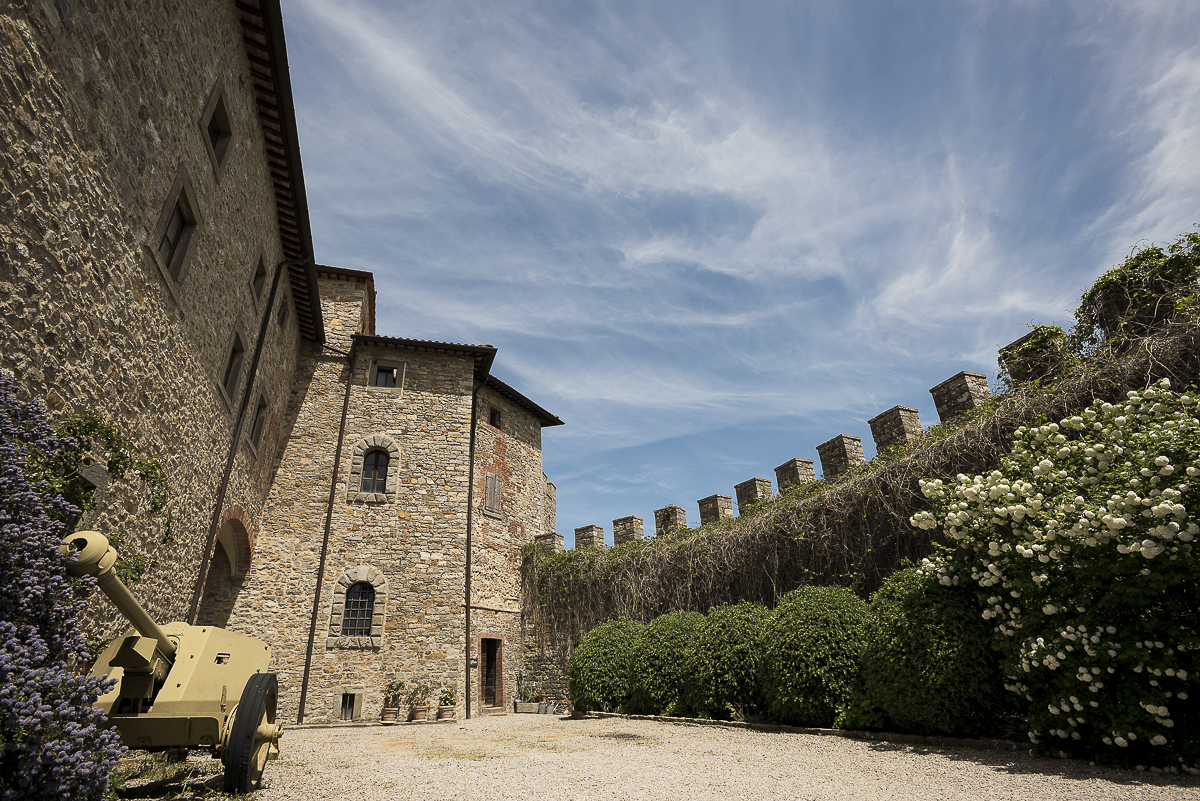
Cortile del Castello di Montegiove nel alto Orvietano